# Псенафа
Псенафа (Псенафо, адыг. Псынафэ, Псынэф) — река в Республике Адыгея и Краснодарском крае. Левый приток Лабы (бассейн Кубани).

## География
Берёт начало у посёлка Северный, недалеко от подножья Лесистого хребта. Устье реки раньше находилось в 15 км по левому берегу реки Лаба. Река имеет выпрямленное русло (низовья канализированы) и используется для орошения полей. Питание поземное, снеговое и дождевое подземное. Часты паводки. Длина реки составляет 101 км. Площадь водосборного бассейна — 460 км².

## Этимология
Название гидронима происходит от адыгейского Псынафэ, состоящего из двух слов: псы — «вода», «река» и нафэ — «открытый», то есть «открытая вода». Согласно другой версии, название реки происходит от адыгейского Псынэф, где псы — «река», «вода» и нэф — «светлая», что в переводе означает — «светлая река».

## Данные водного реестра
Код объекта в государственном водном реестре — 06020000912108100004309.
По данным государственного водного реестра России относится к Кубанскому бассейновому округу, водохозяйственный участок реки — Лаба от впадения реки Чамлык и до устья. Речной бассейн реки — Кубань.